# Jason Roberts
Jason Roberts (ur. 25 stycznia 1978 r. w Park Royal) – grenadyjski piłkarz posiadający również obywatelstwo brytyjskie.
Poprzednio występował w: Hayes, Wolverhampton Wanderers, Torquay United, Bristol City, Bristol Rovers, West Bromwich Albion, Portsmouth F.C., Wigan Athletic. Piłkarz jest reprezentantem Grenady, w której rozegrał 22 meczów; łącznie zdobył 12 bramek (stan na lipiec 2008).